# Heinz Denckler
Heinz Eberhardt Walter Denckler (* 19. April 1908 in Berlin; † 1. April 1989 in München) war ein deutscher Sachbuchautor, Verfasser von Propagandaliteratur und Verleger.

## Leben und Wirken
1932 gründete er den Verlag für Arbeitspolitik in Berlin. Sein Wirken als Autor fällt hauptsächlich in die Zeit von 1933 bis 1942, seine Propagandaliteratur datiert in die Jahre 1939 bis 1942. Am 8. April 1940 beantragte er die Aufnahme in die NSDAP und wurde zum 1. Juni desselben Jahres aufgenommen (Mitgliedsnummer 7.621.915).
Nach Kriegsende wurden viele seiner Schriften in der Sowjetischen Besatzungszone auf die Liste der auszusondernden Literatur gesetzt.
Seinen Verlag in Berlin verlegte er nach dem Zweiten Weltkrieg nach Bad Kissingen.

## Schriften (Auswahl)
- Dienstbestätigungsbuch für SA, SS, HJ, Berlin: Denckler [1934].
- Deutsch ist die Saar!, Berlin: Denckler [1934].
- Was Deutschland singt! Volkslieder, Marsch- und Soldatenlieder, Sturm- u. Kampflieder, Berlin: Denckler [1936]
- Die Walther-Polizei-Pistolen PP und PPK Kal. 7,65 mm, Berlin: Denckler 1939.
- Wie erwerbe ich das SA.-Wehrabzeichen?, Berlin: Denckler 1939.
- Eintragebuch für das Entfernungsschätzen, Berlin: Denckler 1939.
- Richtig Entfernungsschätzen, Berlin: Denckler 1939.
- 150 Tageslosungen und Sprüche für SA., SS., HJ, und Arbeitsdienst, Berlin: Denckler 1939.
- Der Karabiner. Mit Reinigungsgerät 34 u. Seitengewehr, Berlin: Denckler 1939.
- Reichsjugendführung des NSDAP (Hrsg.): Aufbau und Abzeichen der Hitler-Jugend,  Berlin: Denckler [1940].
- Kasernen-, Stuben- und Schrankordnung, Berlin: Denckler 1941.
- Die Stielhandgranate 24 mit Brennzünder 24, Berlin: Denckler 1941.
- Taschendienstbuch für den Jungenschaftsführer im Deutschen Jungvolk, Berlin: Denckler 1941.
- Taschendienstbuch für den Kameradschaftsführer in der Hitler-Jugend, Berlin: Denckler 1941.
- Wie werde ich Meisterschütze?, Berlin: Denckler 1941.
- Abzeichen und Uniformen des Heeres, Berlin: Denckler 1942.
- Die Gasmaske 30, Berlin: Denckler 1942.
- Das Gewehr 98. Mit Reinigungsgerät 34 u. Seitengewehr, Berlin: Denckler 1942.
- Die Handgranate 24 und das Handgranatenwerfen, Berlin: Denckler 1942.
- Das Kleinkaliberschießen, Berlin: Denckler 1942.
- Die Leuchtpistole und ihr Gebrauch, Berlin: Denckler 1942.
- Die Maschinenpistole 40, Berlin: Denckler 1942.
- Die Pistole 08, Berlin: Denckler 1942.
- Die Pistole 38, Berlin: Denckler 1942.
- Die Führungs- und Gefechtszeichen, Berlin: Denckler
- Wo bestelle ich? Bad Kissingen 1953.